# Orbán Győző (üzemmérnök)
Orbán Győző Bálint (Budapest, 1940. november 10. –) mezőgazdasági üzemmérnök, milliárdos nagyvállalkozó. Orbán Viktor politikus, Orbán Győző közgazdász és Orbán Áron édesapja.

## Életrajza
Orbán Mihály és Szegöl Magdolna fiaként született. Állategészségügyi technikumban érettségizett 1958-ban. Elkezdte a mezőtúri felsőfokú gépészeti technikumot, de félbehagyta tanulmányait. Ezután a debreceni agrártudományi egyetem mezőtúri mezőgazdasági gépész üzemmérnöki karán tanult, ahol 1962-ben szerezte meg oklevelét. Ugyanebben az évben feleségül vette Sípos Erzsébetet. Három fia született, a legidősebb, Viktor (1963–) Magyarország miniszterelnöke. 1962-től 1970-ig a csákvári gépjavító- állomáson állt alkalmazásban, előbb gyakornok volt, majd technológus, később művezető, s végül főgépészként dolgozott.
1966-ban belépett a Magyar Szocialista Munkáspártba, ahol előbb KISZ-patronáns, később propagandista funkciót látott el.
1970-től vezetője volt az alcsúti termelőszövetkezet lakatos-melléküzemágának. 1976-ban a gánti kőbányához került, ahol az intézmény műszaki ellenőre lett, később pedig üzemvezetőként dolgozott ugyanitt. 1982 februárjától Líbiában dolgozott mint kutatómérnök, ahova államközi szerződéssel jutott ki.
A rendszerváltást követően vállalkozó lett. Elsősorban kőbányák üzemeltetésével, hasznosításával, a kibányászott anyag szállításával és értékesítésével foglalkozik.

## Vállalkozásai
Többségi tulajdonosa és ügyvezető igazgatója a hárommilliárd forintos évi árbevételű, gánti székhelyű Dolomit Kft. nevű bányászati cégnek, amelynek másik vezetője fia, ifj. Orbán Győző. Orbán családtagjaival együtt tulajdonosa még a Gánt Kő és Tőzeg Kft.-nek, a Nehéz Kő Kft.-nek, a CzG Ingatlanforgalmazó Kft.-nek és a HahótPack Kft.-nek (amely 2014-től beolvadt a Gánt Kő és Tőzeg Kft.-be).